# Yves-Thibault de Silguy
Yves-Thibault de Silguy (ur. 22 lipca 1948 w Rennes) – francuski dyplomata, urzędnik państwowy i menedżer, w latach 1995–1999 członek Komisji Europejskiej ds. gospodarczych i finansowych.

## Życiorys
Absolwent prawa na Université de Rennes-I, magisterium z zakresu prawa publicznego uzyskał na Université Panthéon-Sorbonne. Kształcił się następnie w Instytucie Nauk Politycznych w Paryżu oraz w École nationale d’administration. W latach 1976–1981 był urzędnikiem w resorcie spraw zagranicznych, następnie pracował w Komisji Europejskiej m.in. jako zastępca szefa gabinetu wiceprzewodniczącego KE François-Xaviera Ortolego. Od 1985 do 1986 był radcą ds. gospodarczych w ambasadzie Francji w Waszyngtonie. W 1986 premier Jacques Chirac powołał go na swojego doradcę ds. europejskich i międzynarodowych stosunków gospodarczych, funkcję tę pełnił do 1988. Później został dyrektorem w koncernie stalowym Usinor-Sacilor, pełnił w międzyczasie kierownicze funkcje w różnych organizacjach gospodarczych m.in. w Eurofer. W 1993 powrócił do administracji rządowej jako doradca premiera oraz sekretarz generalny ds. europejskiej współpracy gospodarczej.
Od 1995 do 1999 wchodził w skład Komisji Europejskiej Jacques’a Santera, gdzie odpowiadał za sprawy gospodarcze i finansowe. W latach 2000–2005 kierował komisją ds. polityki europejskiej we francuskiej organizacji pracodawców Medef. Od 2001 na dyrektorskich stanowiskach w różnych koncernach, w tym Suez i Vinci.